# لقلقي رؤيسي

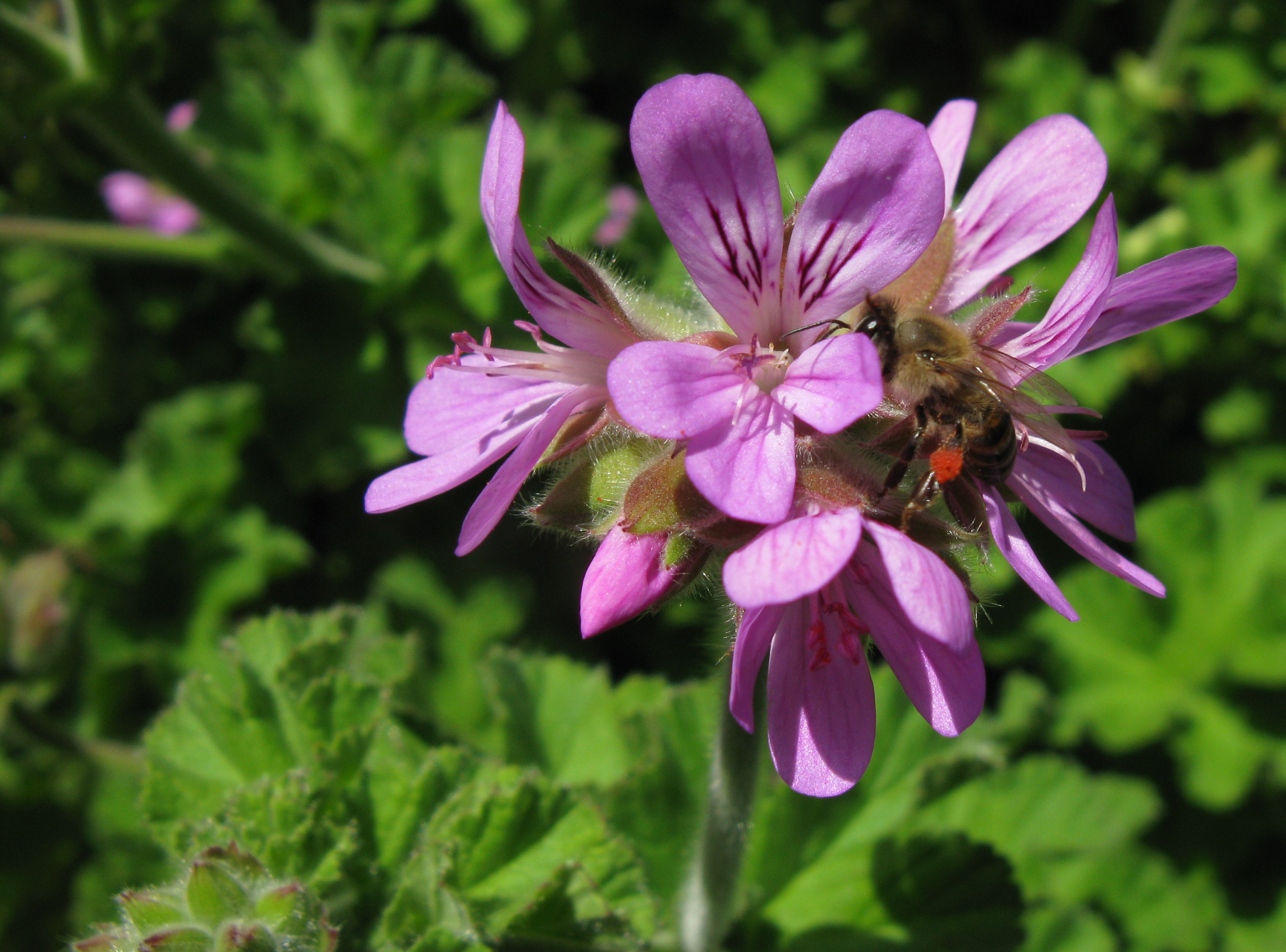
نورة اللقلقي الرؤيسي

لقلقي رؤيسي (الاسم العلمي: Pelargonium capitatum) هو نوع من النباتات يتبع جنس اللقلقي من الفصيلة الغرنوقية.